# Moder Armenien, Gjumri

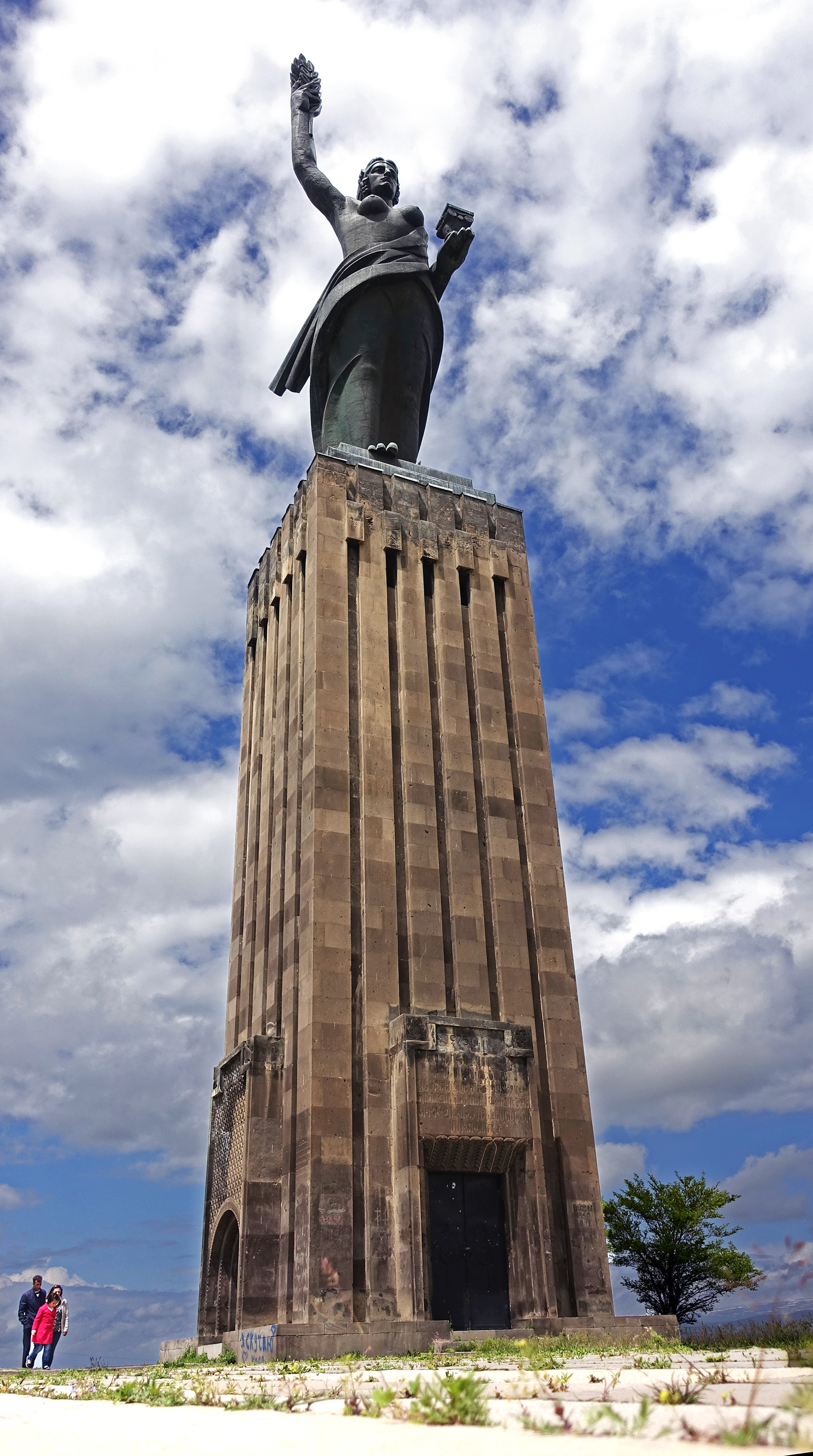
Moder Armenien i Gjumri.

Moder Armenien (armeniska: Մայր Հայաստան) är ett minnesmärke i Gjumri i  Armenien. 
Den 20 meter höga statyn, som påminner om minnesmärket med samma namn i huvudstaden Jerevan, invigdes den 9 maj 1975 på ett berg väster om staden. Den har skapats av skulptören Ara Sargsjan och står på en 21 meter hög sockel av mörk tuff.
Statyn, som är tillverkad av koppar, avbildar en ung kvinna som håller en modell av katedralen i 
Zvartnots i ena handen och ett palmblad i den andra. På baksidan finns en bild av den grekiska gudinnan Nemesis.

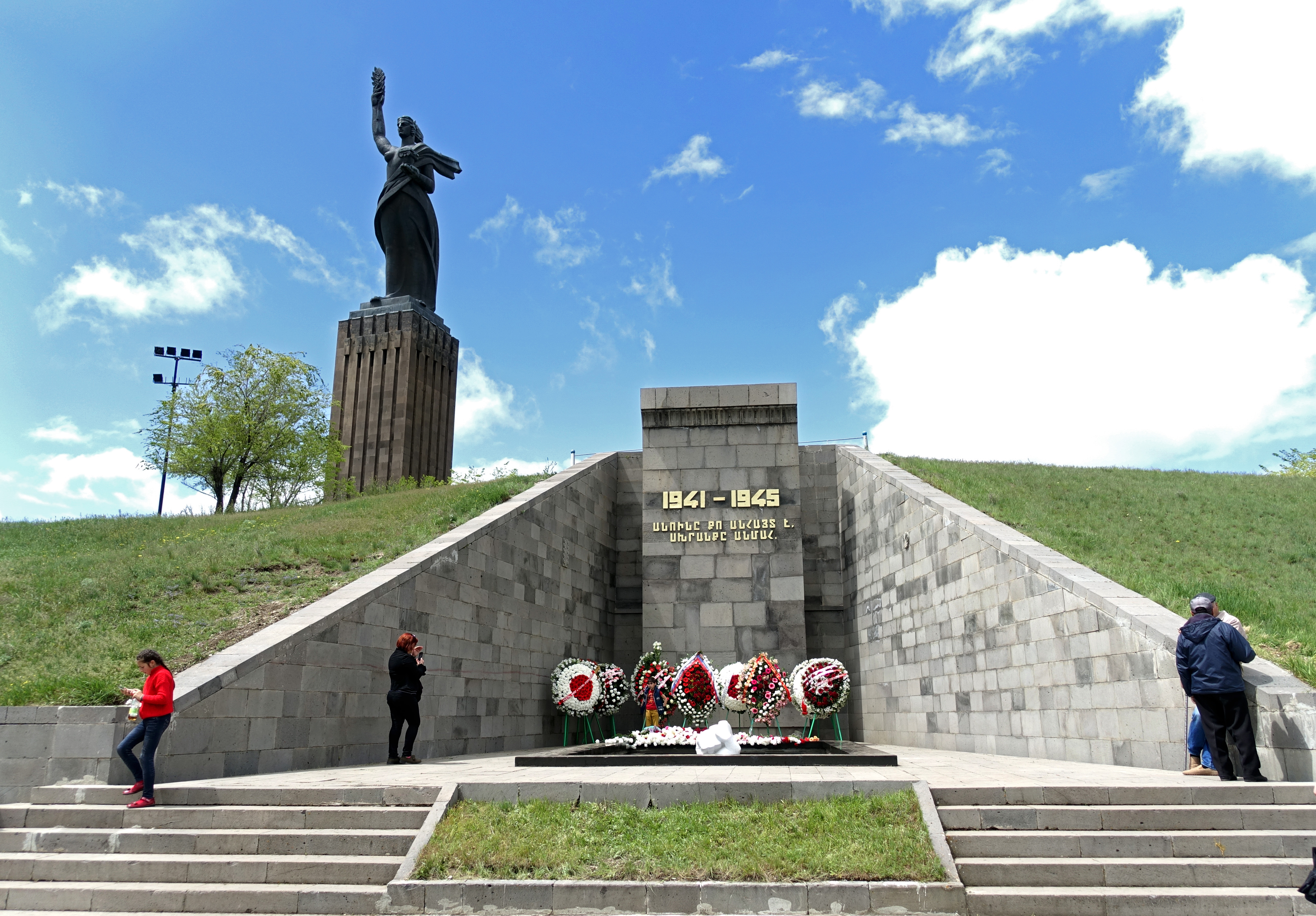
Minnesmärket för de stupade under andra världskriget med Moder Armenien i bakgrunden.

Nedanför statyn finns ett minnesmärke över de stupade under andra världskriget och den okände soldatens grav med en knuten näve och en evighetslåga.